# Cratère de l'Oasis
Pour les articles homonymes, voir Oasis (homonymie).
Le cratère de l'Oasis est un cratère météoritique de Libye. Le cratère est apparent, mais il a été très érodé. L'élévation centrale seule est saillante, alors que le cratère originel devait avoir 18 km de diamètre. Son âge est évalué à environ 120 millions d'années.

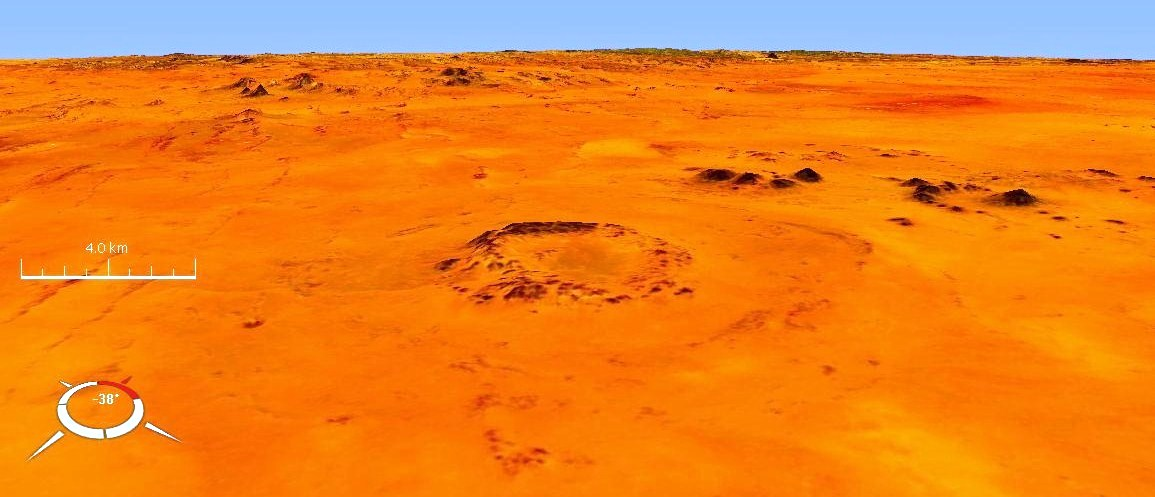
Image Landsat oblique.